# 펠리컨 (기업)
펠리칸(pelikan)은 독일의 필기용품 제조사로, 몽블랑, 파커와 함께 3대 만년필 기업이다. 만년필 닙을 자체생산하는 몇 안 되는 만년필 제조사이기도 하다.

## 라인업
대표적으로 트래디션 M200/205와 소버린(수버란) M400/405, M600/605, M800/805, M1000/1005가 있다. M800/805가 플래그십에 해당했으나 경쟁사인 몽블랑 149에 경쟁하기 위해 M1000/1005를 내놓았다.

## 로고
어미새가 아기새에게 먹이를 주는 모습으로, 시대에 따라 아기새의 수가 줄어들어서 이것으로 생산연도를 짐작할 수 있다.

## 잉크 충전방식
컨버터/카트리지 방식을 상용화한 것이 파카라면 피스톤 필러 방식을 상용화한 것은 펠리칸이다. C/C 방식에 비해 잉크 저장용량에서 유리하다.